# José María Collado
José María Collado Sánchez (La Garrovilla, 1913-Badajoz, 1981) fue un pintor español.

## Biografía
Nació en 1913 en la localidad pacense de La Garrovilla. Collado, que fue pintor, tuvo como maestro a Adelardo Covarsí e ilustró libros de Antonio Reyes Huertas y Manuel Terrón Albarrán. Impartió clases en la Escuela de Artes y Oficios de Badajoz desde 1951 y después fue director del Museo de Bellas Artes de Badajoz desde 1958 hasta 1981, etapa extensa en la que se ocupó de la ampliación de la institución.
Falleció en Badajoz en 1981.